# Istrijanstvo
Istrijanstvo je naziv za regionalni identitet razvijen kod dijela građana Istre, uglavnom njenog hrvatskog dijela.

## Istrani i Istrijani
Standardni naziv u hrvatskom jeziku za stanovnike Istre jest Istrani. Stanovnici Istre u većini slučajeva koriste naziv Istrijani, temeljen na talijanskom Istriani. Izraz Istrijani se ponekad koristi i izvan Istre, no u tom slučaju može imati političke konotacije, jer se time naglašava regionalni identitet, a ne samo mjesto stanovanja, kao što je slučaj kod izraza Istrani.
Na Popisu stanovništva 2011. u Republici Hrvatskoj Istranima se u regionalnom smislu izjasnilo 25.491 stanovnika odnosno 96,3% svih regionalno izjašnjenih stanovnika Hrvatske. U Istarskoj županiji se Istranima izjasnilo 12,1% stanovnika.

### Kritike i osporavanja
Predsjednik Franjo Tuđman ratnih je godina upozoravao na autonomaško-talijanaške podvale s "posebnom nacijom" i razvojčivanjem Istre da bi Istru "porobili fašisti i iredentisti".

### IDS, regionalizam i istrijanstvo
IDS je od svojeg osnutka 1990. godine zagovarao regionalizam. S obzirom na to da je to bilo vrijeme buđenja hrvatskog nacionalizma, mnogi hrvatski političari iz drugih stranaka su IDS-ovcima zamjerali manjak hrvatstva u njihovom političkom programu, gdje se Hrvatska spominjala kao labava federacija. Prema svjedočenjima povjesničara Ljubomira Antića, koji je u tom periodu bio član Gotovčevog HSLS-a, postojalo je nepovjerenje prema IDS-u. U HSLS-u su odbacili svaku suradnju s njima ako ne "pohrvate" program, a Vlado Gotovac je čak zahtijevao da ih se napada, jer je smatrao s jedna takva stranka ne bi smjela biti politička stranka bez hrvatskog predznaka. Drugi HSLS-ov lider, Dražen Budiša smatrao je da "IDS-u ne treba pridavati veliku pažnju jer tko zna koga uopće predstavljaju i tko će tamo doći u prvi plan". Već sredinom istog desetljeća Vlado Gotovac i Dražen Budiša blisko su surađivali s IDS-om, a sve je okrunjeno "koalicijom šestorke" u kojoj su se nalazili i IDS, LS i HSLS, i koja je pobijedila na parlamentarnim izborima 2000. godine.
IDS-u se zamjera i pozivanje na Istarski pokrajinski sabor u Poreču iz doba Austro-Ugarske, gdje se hrvatskim, zbog pritiska Talijana, nije smjelo govoriti, iako je zakonom to bilo osigurano, što je posebno isticao Zvane Črnja.
Početkom 2009. godine, na posljednjem saboru Kluba mladih IDS-a, tadašnji predsjednik IDS-a Ivan Jakovčić najavio da će nakon ulaska Hrvatske u EU Istra zatražiti autonomiju, što se do danas (2025.) nije dogodilo.

### Odnos prema talijanskom iredentizmu
IDS-u, koji promiče istrijanstvo, se zamjera preblagi odnos prema talijanskoj iredenti. Godine 1995. je pod patronatom IDS-a organiziran Prvi kongres Istrijana u Puli, na kojem su ugostili talijanske iredentiste, među ostalim talijanskog senatora Lucia Totha, poznatom po anti-hrvatskim stavovima. Drugi talijanski iredentist, parlamentarni zastupnik Roberto Menia, koji tvrdi da su Istra, Rijeka i Dalmacija nepravedno oduzeti Italiji i kako će jednoga dana biti vraćeni njihovoj zemlji, također je posjetio Hrvatsku, što je prošlo bez reakcija IDS-a.
Ipak, narednih desetljeća IDS je, upravljajući županijom i jedinicama lokalne samouprave, nebrojeno puta surađivao s hrvatskim braniteljima, vladom RH, podizao spomenike braniteljima, organizirao mimohode sjećanja na Vukovar i sl.

## Vanjske poveznice
- [neaktivna poveznica] Mario Andretti u Motovunu kao paravan neofašistima, 29. listopada 2008.
- Labin Armando Černjul, novinar porijeklom iz Labina, revoltiran posjetom talijanskog političara Gianfranca Finia Istri
- Autonomija Istre - Dujomir Marasović: Silom ćemo na Jakovčićevu đavolsku ideju (gradpula.com)
- [neaktivna poveznica] (Hrvatski povijesni portal, Dr. Hrvoje Petrić 12.04.2008)